# 416 Vaticana
416 Vaticana este un asteroid din centura principală, descoperit pe 4 mai 1896, de Auguste Charlois.